# بنین گلف ایر
بنین گلف ایر (به انگلیسی: Benin Golf Air) یک شرکت هواپیمایی با کد یاتا A8 بود که در سال ۲۰۰۲ میلادی تأسیس شد. دفتر مرکزی بنین گلف ایر در کوتونو، بنین قرار داشت و قطب این شرکت هواپیمایی در فرودگاه کژیون واقع شده‌بود و به آبیجان، باماکو، بانگی، برازاویل، کوناکری، کوتونو، داکار، دوالا، کینشاسا، لیبرویل، لومه، مالابو، و پوینته نویر، پرواز انجام می‌داد.